# Bahnhof Järve
Der Haltepunkt Järve (estnisch Järve Raudteepeatus) liegt im Tallinner Stadtteil Kristiine. Er dient den etwa 3000 Einwohnern der Bezirks Järve als Knotenpunkt für den Öffentlichen Personennahverkehr.
Der Bahnhof liegt bei Strecken-km 99,3 der Bahnstrecke Tallinn–Keila zwischen den Haltepunkten Tondi und dem Ruhumäe. Bis zum Baltischen Bahnhof, dem Hauptbahnhof von Tallinn, sind es etwa 5 km.

## Geschichte
Während die Eisenbahn bereits 1870 ihren Betrieb aufnahm, wurde der Bahnhof erst 1923 in Betrieb genommen. Das Bahnhofsgebäude wurde 1926 fertiggestellt. Bis 1998 gab es einen Fahrkartenverkauf in Bahnhof.

## Verkehr

### Eisenbahnlinien
Züge des estnischen Eisenbahnunternehmens Elron fahren stadteinwärts bis zum Baltischen Bahnhof und in das westliche Umland bis nach Keila, Turba und Paldiski.

### Buslinien
Über die Haltestelle an der Straße Pärnu maantee können Fahrgäste direkt von Bahnhof aufwärts die Buslinien 5, 8, 32 und 57 der Tallinna Linnatranspordi umsteigen.

## Gebäude

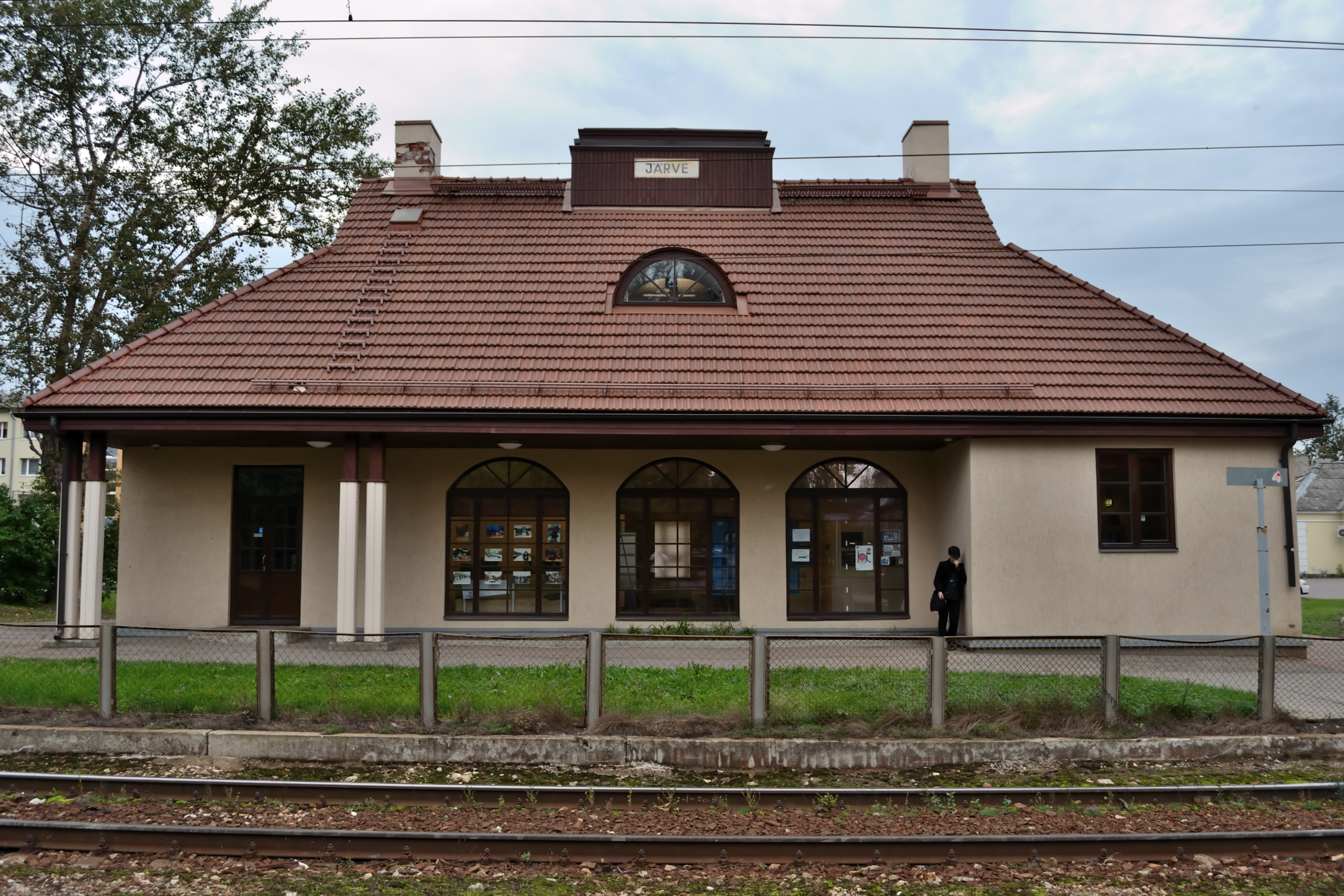
Denkmalgeschütztes Bahnhofsgebäude

Das Bahnhofsgebäude im nationalromantischen Stil wurde 1926 nach den Plänen des estnischen Architekten und Malers Karl Burman (1882–1965) erbaut.